# 杨新 (长江学者)
杨新（？—），民盟盟员，教育部长江学者特聘教授，享受国务院特殊津贴专家，南方科技大学讲席教授。

## 生平
1989年毕业于安徽师范大学化学系，1993年中国科学院安徽光学精密机械研究所获硕士学位，2000年于香港科技大学获博士学位。曾任复旦大学环境科学与工程系教授。2019年加盟南方科技大学，任环境科学与工程学院讲席教授。

## 学术贡献
主要从事大气气溶胶物理化学特性及环境气候效应、城市区域空气质量、新型环境检测技术研究工作。主持国家自然科学基金重点项目、重大科研仪器研制项目等国家级项目多项，在Science，Nature等刊物上发表学术论文150余篇。

## 社会兼职
上海市第十四届人民代表大会代表，上海市政协常委，中国民主同盟复旦大学第七届委员会主任委员。